# Tour des Pins (Montpellier)
La tour des Pins est un vestige des anciens remparts de Montpellier, dans l'Hérault. Inscrite au titre des Monuments historiques, elle est située boulevard Henri IV.

## Historique
La tour des Pins est un élément des vingt-cinq tours de l'enceinte fortifiée qui protégeait la ville de Montpellier à la fin du XIIe siècle, début du XIIIe siècle. Elle en reste un des derniers vestiges avec la tour de la Babote, la porte de la Blanquerie et la Porte du Pila Saint Gély.
Haute de vingt-neuf mètres à l'origine, elle surplombait un fossé. Le remblayage de ce dernier en 1778 lui a fait perdre quatre mètres.
Sa destination défensive est abandonnée en 1592, date à laquelle elle est transformée en habitation. En 1792, sous la Révolution, elle devient une prison. La ville de Montpellier l'achète ensuite sous l'Empire, en 1809, pour y installer un asile de jeunes filles repenties. Celles-ci sont remplacées par une congrégation religieuse : les sœurs Noires jusqu'en 1836, les sœurs de la Madeleine jusqu'en 1861.
En 1886, les archives municipales y sont transférées après restauration complète de l'édifice. Depuis 2003, la tour des Pins abrite deux associations de la tradition montpelliéraine : la confrérie des Barons de Caravètes et La Garriga.
La plaque en occitan apposée sur le mur, en façade du boulevard Henri IV, célèbre le souvenir de Jacques Ier d'Aragon, né dans la ville en 1208 et seigneur de Montpellier par sa mère, Marie de Montpellier.

### Les pins
La présence de pins au sommet de la tour lui a donné son nom au début du XVIIIe siècle. Cette curiosité — qui s'explique facilement par les conditions atmosphériques et la terre accumulée entre les dalles de la plateforme — a néanmoins suscité l'imagination populaire.
Une prédiction de Nostradamus, ancien étudiant de l'université de médecine de Montpellier, signale en effet que « lorsque les pins disparaîtront, la cité périra ». La liaison avec la tour des Pins a été vite faite par les habitants de Montpellier mais, en 1828, la chute d'un de ces arbres n'affecta en rien l'existence de la capitale languedocienne.
Les arbres sont cependant soigneusement entretenus et, le cas échéant, remplacés à leur mort par la municipalité, le dernier exemple datant de 1960.

## Protection
L'intégralité du monument fait l’objet d’une inscription au titre des monuments historiques depuis le 21 décembre 1925.